# The Girl Who Leapt Through Space
Sora o kakeru shoujo (яп. 宇宙をかける少女, сора о какэру сё:дзё) — телевизионный аниме-сериал, созданный на студии Sunrise и транслировавшийся по японскому телевидению (канал TV Tokyo и другие) с 5 января по 29 июня 2009 года.
Сериал сделан на той же 8-й студии «Санрайза» и, в значительной мере, той же командой, что и вышедшие до этого сериалы Mai-HiME, Mai-Otome и Idolmaster: Xenoglossia (соответственно в 2004, 2005 и 2007 годах). В частности, продюсером всех сериалов является Фурусато Наотакэ (яп. 古里 尚丈). Режиссёр сериала — Охара Масакадзу (яп. 小原 正和), известный, как режиссёр аниме Mai-HiME и Mai-Otome. Среди актёрского состава также немало тех, кто участвовал в озвучивании упомянутых сериалов; можно, в частности, назвать таких сэйю, как Тамура Юкари, Накахара Май, Юкана, Синдо Наоми, Исида Акира (эти пятеро играют во всех четырёх упомянутых сериалах), Сакура Мика, Косимидзу Ами, Кимура Акико и др. На главную роль, как и в двух предыдущих сериалах, приглашена менее известная сэйю, в данном случае это MAKO (Сакураи Мако).
Название сериала можно перевести, как «Девочка, прыгнувшая в небо» (в оригинале глагол стоит в настоящем времени). Строго говоря, 宇宙 (утю:) означает «космос», однако посредством фуриганы ему придано чтение «сора», то есть «небо». В названии, вполне вероятно, обыгрывается фраза 時をかける少女 (Токи-о какэру сё:дзё, «Девочка, прыгающая через время») — название романа, написанного в 1965 году, по которому были сделаны манга, несколько фильмов и аниме, вышедшее в России под названием «Девочка, покорившая время».
Официальное английское название сериала — Sora Kake Girl.

## Сюжет
Действие происходит в будущем. Человечество к этому времени исчерпало все природные ресурсы и загрязнило всю землю отходами, так что жить на земле большому числу людей стало затруднительно. Был разработан план по восстановлению земных ресурсов. Но для осуществления этого плана необходимо много времени, а на этот период человечество нужно было куда-то переселить. Рассматривались варианта использования существующих планет, в частности, Луны и Марса, но они были отвергнуты по ряду причин: отсутствие атмосферы, радиация, другая сила тяжести и т. д. Поэтому было принято решение построить на орбите несколько огромных космических станций, где создать обстановку, максимально приближенную к земной.
Такие станции называются «космическими колониями». Там создаётся искусственная гравитация, есть атмосфера, леса, озёра; всё необходимое для питания также производится или выращивается в этих колониях. После того, как колонии были построены и запущены, большая часть человечества переселилась в них. На Земле осталось лишь небольшое количество людей, необходимое для поддержания и восстановления природных ресурсов. Так начиналась Орбитальная Эра.
331-й год Орбитальной Эры. Главная героиня, Сисидо Акиха (яп. 獅子堂秋葉 Сисидо: Акиха) — третья из пяти девочек в семье Сисидо, одной из самых богатых и влиятельных семей нового орбитального мира. Ей 17 лет, она и родилась, и выросла в космосе, в колонии Кирквуд. Однажды её старшая сестра, Кадзанэ, сообщает ей, что хочет выдать её замуж, и что сейчас ей предстоит встреча с будущим женихом, которого она до этого ни разу и не видела. Совсем не обрадованная такой перспективой, Акиха сбегает на космическом челноке. Внезапно она натыкается в космосе на кучу мусора явно ещё с земных времён. Их челнок вместе с этим мусором затягивает гравитационное поле, и они попадают в неизвестную ранее колонию, управляемую своевольным и эксцентричным искусственным интеллектом по имени «Леопард»…

## Персонажи
- Сисидо Акиха (яп. 獅子堂 秋葉, Сисидо: Акиха)

Сэйю: MAKO
Главная героиня произведения. 17 лет, родилась 7 декабря, рост 162 см, вес 47 кг, группа крови 0. Третья из сестёр Сисидо. Учится в академии Сурре, во 2C классе старшей школы. Светлая позитивная личность, постоянно находится в поисках чего-то, известного только ей. Сбежав от старшей сестры Кадзанэ, когда та объявила о предстоящем браке, наткнулась на колонию, которой управлял Леопард. После этого, сама того особо не желая, вместе с Хонокой стала выполнять для него определённые поручения, как правило, связанные с воровством каких-либо деталей. Там же получила QT-Arms (см. терминологию ниже) STARSYLPH. Хонока называет её «девочкой, прыгнувшей в небо» (宇宙(そら)をかける少女), либо «королевой» (queen, クィーン). Леопард же называет её «Карэха» (игра слов: если «Акиха» (秋葉) можно перевести, как «осенние листья», то «Карэха» (枯葉) — «увядшие листья»).
- Сисидо Имоко (яп. 獅子堂 妹子, Сисидо: Имоко)

Сэйю: Нонака Ай
Существо, именуемое «навигатором» (см. терминологию ниже). Живя в доме Сисидо, помимо своей основной формы, может также быть в корпусе робота-служанки, выполняя при этом соответствующие функции. Вместе с другими навигаторами учится в школе (в той же академии, что и Акиха), остальное же время проводит обычно вместе с Акихой. Акиха называет её «Имо-тян», а Леопард — «Никкорогаси» (сокращение от «Сатоимо-но никкорогаси» (里芋の煮っ転がし), тип печёного картофеля, см. ). Увлекается техникой, особенно ей нравится старые устройства, ещё земных времён. Обычно вежливая и любезная, но в гневе может быть страшна.
- Каннаги Ицуки (яп. 神凪 いつき)

Сэйю: Эндо Ая
17 лет, рост 165 см, вес 49 кг, группа крови A. Сотрудник отдела специальных расследований ICP (Inter-Colony Police). Прямой и педантичный человек, не любящий каких-либо нестандартных ситуаций. Расследуя причину выброса космического мусора в первой серии, также наткнулась на колонию Леопарда, и теперь пытается выяснить, кто такой этот Леопард, и почему Акиха ему помогает. Тем более, что в её интересе к brain colonies, к которым относится и Леопард, есть определённые личные причины. Чтобы лучше узнать Акиху, перевелась в её класс под именем «Симояма Муцуми», но работа в качестве тайного агента — это явно не её призвание.
Её QT-Arms — ARC-II-J1.
- Солдат UL (англ. Soldier UL, яп. ソルジャーウル, сорудзя Уру)

Сэйю: Курода Такая
Сотрудник ICP, «боевой навигатор». Партнёр Каннаги. Был назначен Ниной ей в помощь для расследования дела Леопарда, с тех пор сопровождает её примерно таким же образом, как Имо-тян сопровождает Акиху.
- Кавай Хонока (яп. 河合 ほのか)

Сэйю: Макино Юи
16 лет, рост 152 см, вес 41 кг. Холодная и сдержанная девушка. Крайне скупа на слова, говорит очень тихим голосом и только самое необходимое. Помогает Леопарду, хотя с каких пор, и по какой причине, неизвестно. Так же перевелась в тот же класс, что и Акиха, чтобы легче было призывать Акиху выполнять поручения Леопарда. Необходимость выполнения этих поручений объясняет очень просто: «Леопарду это нужно». Обладает способностью мысленно перемещать предметы. Её QT-Arms — WYGAR.
- Леопард (англ. Leopard, яп. レオパルド, рэопарудо)

Сэйю: Фукуяма Дзюн
Искусственный интеллект, управляющий колонией. По натуре очень эксцентричный, гордый, но при этом легко ранимый, даже способный доходить до отчаяния. О себе говорит «боку» (僕). Считает себя мастером чайных церемоний. Хонока называет его «королём» (king, キング), но королём «ещё не совершенным».
- Сисидо Кадзанэ (яп. 獅子同 風音, Сисидо: Кадзанэ)

Сэйю: Тамура Юкари
День рождения 17 февраля, 22 года, рост 166 см, вес 51 кг, группа крови A. Старшая сестра в семье Сисидо, возглавляет «Фонд Сисидо». С виду человек холодный и деловой, но, при этом, достаточно вспыльчива и легко вступает в конфликт. Кроме того, несколько высокомерна. 
- Сисидо Таканэ (яп. 獅子堂 高嶺, Сисидо: Таканэ)

Сэйю: Юкана
День рождения 3 августа, 20 лет, группа крови B, рост 174 см, вес 53 кг. Вторая сестра в семье Сисидо. Спокойная, умная и проницательная. Помогает Кадзанэ. В начала сериала находится на Луне.
- Сисидо Сакура (яп. 獅子堂 桜, Сисидо: Сакура)

Сэйю: Сайто Момоко
День рождения 22 мая, 12 лет, группа крови AB, рост 149 см, вес 39 кг. Самая младшая из сестёр Сисидо. Гениальная девочка, при этом выражающая свои мысли довольно странным образом. Так же обладает феноменальными по остроте зрением.
- Сисидо Нами (яп. 獅子堂 ナミ, Сисидо: Нами)

Сэйю: Нанри Юка
День рождения 30 июля, 14 лет, группа крови AB, рост 157 см, вес 43 кг. Четвёртая из сестёр Сисидо. В прошлом была топ-моделью, но из-за проблем в отношениях с более младшими коллегами ушла из модельного бизнеса и после этого почти не выходила из дома. В семье также ощущала себя «не у дел». По этой причине легко откликнулась на предложение Алейды...
- Ядзо (яп. 矢蔵, Ядзо:)

Сэйю: Сакай Кэйко
- Гато (яп. 賀統, Гато:)

Сэйю: Миясита Эйдзи
Старейшины клана Сисидо.
- Сисидо Кагура (яп. 獅子堂 神楽), Сисидо: Кагура

Сэйю: Накахара Май
Загадочная женщина в шляпке, которая является Акихе во снах в кафе, носящем название «Орбитальное кафе „Энигма“» (軌道喫茶えにぐま). Она также из рода Сисидо, 50 лет назад вместе с Леопардом и старейшинами Сисидо сражалась против Нервала. Она же — Алейда (см. ниже).
- Нина Стратоски (англ. Nina Stratoski, яп. ニーナ・ストラトスキー, Ни:на Суторатосуки:)

Сэйю: Синдо Наоми
Родилась 17 января, 25 лет, рост 176 см, вес 55 кг, группа крови 0. Возглавляет отдел специальных расследований ICP, начальница Ицуки и UL. Холодная и спокойная, при этом, в отличие от Ицуки, более гибкая, может на словах согласиться с начальством, но при этом поступить по-своему.
- Бугенвилия (фр. Bougainvilleae, яп. ブーゲンビリア, Бу:гэнбириа)

Сэйю: Кикути Мика
Родилась 6 июля, 17 лет, рост 163 см, вес 49 кг, группа крови 0.
- Минтао (англ. Mintao, яп. ミンタオ, Минтао)

Сэйю: Косимидзу Ами
Родилась 7 июня, 17 лет, рост 160 см, вес 48 кг, группа крови B.
Бугенвилия и Минтао — сотрудники специального отдела общественной безопасности. Их также называют ниндзя. Выполняют специальные секретные поручения. В частности, им было поручено убить Каннаги. Но они не знали, что Нине об этом поручении тоже известно.
- Хулио Суррэ (исп. Julio Surre, яп. フリオ・スール, Фурио Су:ру)

Сэйю: Симоно Хиро
Второй сын в семье Суррэ. Умный и заботливый. Друг детства и одноклассник Акихи. Именно он помог Акихе угнать челнок в первой серии.
- Оокура Нэнэко (яп. 大倉ネネコ)

Сэйю: COON
Подруга и кохай Акихи и Хулио. Обладает бодрым и энергичным характером.
- Элле Суррэ (исп. Elle Surre, яп. エル・スール, Эру Су:ру)

Сэйю: Кимура Акико
Старшая дочь в семье Сурре, директор академии, где учится Акиха. Подруга Сисидо Кадзанэ.
- Эмилио Суррэ (исп. Emilio Surre, яп. エミリオ・スール, Эмирио Су:ру)

Сэйю: Исида Акира
Старший сын в семье Сурре и преподаватель в Академии Сурре. Классный руководитель в классе, где учится Акиха.
- Сингудзи Сигурэ (яп. 真宮寺時雨, Сингу:дзи Сигурэ)

Сэйю: Оно Дайсукэ
Председатель ученического совета Академии Сурре.
- Субару Бякуя (яп. 昴 白夜)

Сэйю: Кано Юи
Заместитель председателя ученического совета Академии Сурре.
- Микагами Акира (яп. 御鏡 晶)

Секретарь ученического совета Академии Сурре. На самом деле является навигатором.
- Юрий Сахаров (яп. ユーリ・サハロフ, Ю:ри Сахарофу)

Член ученического совета Академии Сурре. Отличается нарциссизмом. В руке обычно держит цветок, который может служить отмычкой для разного рода электронных устройств.
- Баба Цуцудзи (яп. 馬場 つつじ)

Сэйю: Савасиро Миюки
Должностное лицо ученического совета Академии Сурре. Позже — «сора о какэру сёдзё», сопровождающая Бенкэя (хотя правильнее было бы сказать наоборот, что Бэнкэй сопровождает Цуцудзи).
- Алейда (англ. Aleida[4], яп. アレイダ, арэйда)

Сэйю: Накахара Май
Существо, всегда одетое в доспехи и маску белого цвета. Преступница и убийца. Помогает Нервалу. Обладает способностями EX-QT.
- Нервал (фр. Nerval, яп. ネルヴァル, нэрувару)

Сэйю: Гинга Бандзё
Первый из числа искусственных интеллектов, управляющих колонией (brain colony). Был создан Фондом Сисидо ок. 50 лет назад в качестве эксперимента. Однако, когда население колонии достигло миллиона человек, он взбунтовался. Члены семьи Сисидо и Леопард сразились с ним и победили, но сам Нервал бежал. Теперь он вернулся, и вновь осуществляет «промывку мозгов» (洗脳) людей, превращая их в собственные детали (部品). В начале сериала его колония называется St. Artemis, и располагается на Луне.
После оккупации Кирквуда появляется в человеческом образе. Это дроид, созданный Нервалом для лучшего взаимодействия с людьми, и которым настоящий Нервал управляет на расстоянии.
После разрушения его прежней колонии во второй половине сериала он строит себе новую. Новая колония называется Catedral Ventisca (от исп. ventisca — снежная буря, вьюга, метель и т. п.), что можно перевести примерно как «буранный собор». 
- Ксантиппа (яп. クサンチッペ, кусантиппэ)

Сэйю: Танака Риэ
Ещё один искусственный интеллект, на сей раз женского пола. Находится в союзе с Нервалом. Любит петь, хотя совершенно не имеет слуха.
- Бэнкэй (яп. ベンケイ)

Сэйю: Утида Наоя
Ещё один искусственный интеллект из числа союзников Нервала. Любит орудовать гигантской механической пилой. 50 лет назад его звали «Бонапарт» (ボナパルト), его колония внешне выглядела так же, как колония Леопарда, только была зелёного цвета. Теперь он взял себе имя «Бэнкэй» (очевидно, от 弁慶, «силач»; см. также Бэнкэй).
- Хако-тян (яп. ハコちゃん)

Сэйю: Мацуки Мию
Девочка в коробке (хотя по виду это скорее похоже на шкаф, или кабину лифта). Впервые появляется в 10-й серии, когда она сбежала от Нервала. Боится выйти из коробки, объясняется письменно, при помощи большого дисплея. Имя "Хако-тян" (от слова 箱, «коробка») ей дала Акиха.
- Мистер Курооби (яп. ミスタークロオビ)

Сэйю: Оно Дайсукэ
Робот устаревшей конструкции, ещё с земных времён, впрочем, достаточно хорошо вооружённый. Сакура нашла его на свалке, когда была на Луне, и восстановила, сделав его многофункциональным роботом-телохранителем. Встретив незнакомца, Курооби обращается к нему со словами «Томодати-ни наримасё» (т. е. «Будем друзьями?»), однако, в случае отказа, переходит в «боевой режим», и тогда его крайне трудно победить. Тех же, кто соглашается стать его другом, благодарит, говоря «Гоццан дэс» (ごっつあんです, выражение из лексикона сумоистов). Имя «Курооби» дословно означает «Чёрный пояс». 
- ФОН (нем. FON, Friedrich Otto Noblemain, яп. フォン, フリードリヒ・オットー・ノーブルマイン, Фури:дорихи Отто: Но:бэрумайн)

Сэйю: Фукуяма Дзюн
Странного вида старик в юбке, живущий на Земле, на Острове Сисидо (獅子堂島). Раньше был разработчиком brain-колоний.
- Юпитан (яп. ゆぴたん)

Сэйю: Итики Мицухиро
Инопланетянин, оставленный Кагурой 50 лет назад на попечение в семье Сисидо. Обычно имеет вид шапочки на голове Сакуры.

## Терминология
Орбитальный союз (сокр. OU) — союз колоний, расположенных на орбите. Всего есть пять колоний, составленных по географическому признаку из населения бывших земных государств: 1) Китай, Индия; 2) Обе Америки; 3) ЕС, Восточная Европа, Россия; 4) Израиль, Средний Восток, Африка; 5) Япония, страны Азии, Австралия. Главная героиня живёт, естественно, в этой последней, «японской» колонии, именуемой «Сфера совместного процветания Кирквуд»  (カークウッド共栄圏).
Фонд Сисидо — самая крупная корпорация, расположена в колонии Кирквуд. Благодаря успешным научным исследованиям она смогла сделать возможным переселение человечества в космос, а сама корпорация приобрела огромное богатство и влияние, так что к ним прислушиваются и власти OU, и ICP. Главой Фонда в настоящее время является Сисидо Кадзанэ.
QT («Quantum Telesis») — особые способности, позволяющие материализовать силу мысли. Человек, обладающий такими способностями может использовать такие устройства, как QT-ARMS, которые в определённом смысле являются «усилителями QT». Определить наличие у человека способностей QT можно, например, во время теста на группу крови. Такая проверка проводится по желанию, но при обнаружении таких способностей человек должен быть зарегистрирован в соответствующих органах. Поскольку такие устройства, как QT-ARMS, считаются оружием, обычные граждане, даже обладая способностями QT, как правило не имеют возможности их реализовать. Исключение составляют лишь сотрудники ICP и других подобных структур.
EX-QT — сокращение от «Extra QT». Особые способности, превышающие способности обычных QT.
Q-Tector — расшифровывается, как «Quantum Transducig Environment Crosslink Terrain Operational Reinforcer». Особое боевое одеяние, предоставляющее его пользователям некоторые дополнительные возможности. Может использоваться как с QT-Arms, так и самостоятельно.
QT-ARMS — расшифровывается, как «Quantum Technology Advanced Reinforced Maneuvering Shroud». Особые персональные боевые машины, которыми их владелец может управлять при помощи мысли. Могут принимать несколько форм: исходную, для полёта и для перемещения по земле. Главные герои используют следующие устройства:
- STARSYLPH: длина 6,65 м, ширина 6,27 м, высота 5,52 м, масса 7,9 т.
- WYGAR: длина 4,82 м, ширина 3,18 м, высота 6,85 м, масса 5,93 т.
- ARC-II-J1: длина 5,32 м, ширина 5,74 м, высота 5,11 м, масса 7,81 т.

Навигаторы (яп. ナビ人, набибито, досл.: «navi-человек») — существа небольшого роста (30-40 см), умеющие летать. На официальном сайте они именуются киборгами. Они могут испытывать эмоции, хотят в школу, употребляют пищу. Можно также предположить, что они растут (см. ; впрочем, данная картинка, хотя и выполнена художниками аниме, относится к сопутствующим товарам и может не соответствовать «картине мира» самого аниме). Согласно официальному сайту, энергию для своего существования навигаторы, подобно людям, получают через употребление пищи; при это то, каким образом переработанная пища выводится наружу, является, согласно тому же сайту, секретом (). Навигаторы могут подключаться к космическим и прочим аппаратам, беря управление на себя. Некоторые, в частности, Имо-тян, подключаются также к корпусу роботов-служанок, образуя устройство, именуемое «мэйдроид» (maid + droid).
Brain colony — колония, управляемая искусственным интеллектом. На момент действия сериала создание таких колоний запрещено. Колонии Леопарда, Нервала и других относятся к числу таких brain colony.
Пушка антиматерии (Antimatter Cannon) — оружие особой разрушительной силы. Один залп такой пушки способен уничтожить половину Луны. Как и brain-колонии, была запрещена за 50 лет до описываемых событий.
Arma Ignis Aureus — устройство в форме пистолета, которое создал профессор Фон как интерфейс для взаимодействия людей и brain-колоний. Является также последним предохранителем для «пушки антиматерии», которую использовал Леопард. Чтобы пушка могла действовать, необходимо, чтобы «Сора о какэру сё:дзё» нажала на курок.
Existent-Z (яп. イグジステンズ, икудзисутэндзу) — особые существа, созданные в качестве «живого оружия» (生体兵器) для борьбы с brain colony на стадии их разработки (поскольку предполагалась возможность того, что колонии могут взбунтоваться). Обладают способностями EX-QT, и могут осуществлять психическую атаку на как brain-колонии, так и на людей.
Хонока также принадлежит к их числу, она была в числе девяти Existent-Z, которых готовили для борьбы с Нервалом. При этом она единственная, не перешедшая на его сторону. Имена этих девяти: 1) Яёй; 2) Ибуки; 3) Киёми; 4) Мидзухо; 5) Хонока; 6) Кахори; 7) Ринна; 8) Нагиса; 9) Сакуя.
Absolute Breakthrough Control — особая программа, реализованная семьёй Сисидо в режиме абсолютной секретности и в обход закона. При задействовании этой программы все электронные устройства колоний переключались в режим, когда наиболее приоритетными для них оказывались приказы, отдаваемые главой семьи Сисидо. Для задействования этой программы необходимо одобрение особого навигатора, Морихимэ (守姫).
Nerval Exclusive Control — созданная самим Нервалом программа для получения тотального контроля. Она может переключать на себя все электронные устройства, аналогично программе Absolute Breakthrough Control, и, при этом, имеет над последней приоритет.
B.O.A.R.SHIP (Beyond Orbit Azonal Runabout SHIP) — космический корабль, находившийся в колонии Леопарда, которым первоначально пользовалась Акиха, а затем — Сакура и Мистер Курооби. Может нести сразу два экземпляра QT-Arms.
Globefish — космический корабль, используемый в ICP. Позволяет переносить QT-Arms. Называется globefish в честь знаменитой японской рыбы «фугу», на которую он слегка похож внешне.

## Список и названия серий
Сериал состоит из 26 серий. Серии обычной длительности (ок. 24 минут). Как и в прошлых сериалах, анонсы (preview) в конце серий ведутся от лица разных персонажей, при этом их содержание имеет к фактическому содержанию серии достаточно отдалённое отношение. Описания серий приводятся как на официальном сайте TV Tokyo, так и на сайте самого аниме, где они имеют более пространный характер и ведутся от лица самой Акихи.
| Серия | Первый показ | Японское название      | Русский перевод           |
| ----- | ------------ | ---------------------- | ------------------------- |
| 01    | 05.01.2009   | 孤高の魂               | Одинокая душа             |
| 02    | 12.01.2009   | 異界からの使者         | Посланник из другого мира |
| 03    | 19.01.2009   | 黄金のソウルシャウツ   | Золотые soul shouts       |
| 04    | 26.01.2009   | まつろはぬ者達         | Неповинующиеся приказам   |
| 05    | 02.02.2009   | 鋼鉄の乙女             | Стальная дева             |
| 06    | 09.02.2009   | 白き黒帯               | Белый Курооби             |
| 07    | 16.02.2009   | 神々の闘い             | Битва богов               |
| 08    | 23.02.2009   | 暗闇へのいざない       | Приглашение во тьму       |
| 09    | 02.03.2009   | Q速∞                   | Q-скорость ∞              |
| 10    | 09.03.2009   | 箱入りの娘             | Девочка в коробке         |
| 11    | 16.03.2009   | 鏡信者たち             | Верующие в зеркала        |
| 12    | 23.03.2009   | 虚ろなる巨像           | Гигантская полая статуя   |
| 13    | 30.03.2009   | 棄てられた大地         | Заброшенная земля         |
| 14    | 06.04.2009   | 夜ひらく花             | Цветы в ночи              |
| 15    | 13.04.2009   | 魔女の騎行             | Ведьма-всадница           |
| 16    | 20.04.2009   | わだかまる宇宙         | Затаившийся космос        |
| 17    | 27.04.2009   | 友達の輪               | Кольцо друзей             |
| 18    | 04.05.2009   | よみがえる神           | Воскресший бог            |
| 19    | 11.05.2009   | 閉じた迷宮             | Закрытый лабиринт         |
| 20    | 18.05.2009   | 白銀の追跡             | Серебряная погоня         |
| 21    | 18.05.2009   | 小さな勇気             | Маленькое мужество        |
| 22    | 01.06.2009   | 冥い旅路               | Мрачное путешествие       |
| 23    | 08.06.2009   | 秘剣、輝く             | Тайный сияющий меч        |
| 24    | 15.06.2009   | 終末の呼び声           | Крик конца                |
| 25    | 22.06.2009   | 黄昏れる神々           | Увядающие боги            |
| 26    | 29.06.2009   | あしもとに宇宙（そら） | Небо под ногами           |

## Музыка
Открывающую песню (опенинг) в первой половине сериала (2—14 серии, исключая 9-ю) исполняет группа Ali Project. Во второй половине сериала (с 15 серии) опенинг исполняет певица Курибаяси Минами, которая уже исполняла опенинги в двух предыдущих сериалах данного режиссёра. Завершающих песен (эндингов) также две. В первой половине эндинг, как и в предыдущем сериале (Mai-Otome), исполняют сами главные героини; во второй (с 16 серии) — певица Ceui. Особняком стоит 9-я серия. Опенинга в ней нет, а эндинг исполняет та же группа Ali Project.
Опенинг
"Рара ибу синсэйки" (яп. 裸々イヴ新世紀)
- Слова: Такарано Арика; музыка, аранжировка: Макакура Микия; поёт: ALI PROJECT

"Miracle Fly"
- Слова: Курибаяси Минами; музыка и аранжировка: Кикуда Дайсукэ; поёт: Курибаяси Минами

Эндинг
"Утю:-ва сё:дзё-но томодати са" (яп. 宇宙は少女のともだちさっ)
- Слова: Хата Аки; Музыка: Ямагути Акихико; Аранжировка: Окубо Каору; поют: Акиха (MAKO), Ицуки (Эндо Ая), Хонока (Макино Юй).

"Киси отомэ" (яп. 騎士乙女)
- Слова: Такарано Арика; музыка, аранжировка: Макакура Микия; поёт: ALI PROJECT

"espacio"
- Слова: Ceui; музыка: Одака Котаро, Ceui; Аранжировка: Одака Котаро; поёт: Ceui

Помимо этого, были также выпущены три диска с Character songs главных героинь. Каждый диск включает в себя песню героини (собственно «Character song»), небольшой монолог в её исполнении, и версию песни эндинга «Утю:-ва сё:дзё-но томодати са» в исполнении данной героини (т. е. исполняющей её роль сэйю).
CD 1 (Акиха)
YURA-YURA-DREAMER
- Слова: Хата Аки; Музыка: Тасиро Томокадзу; Аранжировка: Андо Такахиро

CD 2 (Ицуки)
"Рурииро-но гякко:" (яп. 瑠璃色の逆光)
- Слова: Хата Аки; Музыка: Tatsh; Аранжировка: Нидзинэ

CD 3 (Хонока)
"Морои мираи кираи" (яп. モロイミライキライ)
- Слова: Хата Аки; Музыка и аранжировка: Фудзисуэ Мики

## Прочее
Радио. Как это часто бывает, параллельно с показом сериала по телевидению транслировалась посвящённая ему радиопередача. В данном случае это интернет-радио, транслировавшееся на сайте компании Lantis. Передача называется «Сора о какэру радзио» (宇宙をかけるラジオ). Ведущая радиопередачи — MAKO (исполнительница роли Акихи), в качестве гостей могут приглашаться также другие участники сериала. На настоящий момент в передаче участвовали: Макино Юй (Хонока), Эндо Ая (Ицуки), Юкана (Таканэ), Фукуяма Дзюн (Леопард), Нонака Ай (Имо-тян), Курода Такая (UL), Кабасима Ёсукэ (дизайнер персонажей), Фурусато Наотакэ (продюсер), Нанри Юка (Нами).
Сайт радиопередачи.
Конкурс популярности. В феврале 2009 года на официальном сайте проходил опрос по определению наиболее популярного персонажа сериала. По результатам голосования первое место заняла Кавай Хонока. На втором месте Каннаги Ицуки. Главная героиня, Сисидо Акиха, на третьем месте. Результаты голосования.
Производные работы. После начала показа сериала были выпущены, или продолжают выпускаться другие произведения в разных форматах, основанные на сюжете «Сора о какэру сё:дзё». В частности, на сегодняшний день это, как минимум, две манги (в журналах Dengeki Daioh и ComicREX, и ранобэ, публикуемое в журнале «Кяра-мэру» (キャラ☆メル), и затем выпущенное отдельным изданием. Были также выпущены два Drama CD.